# Виртус
Виртус (лат. Virtus) је била римска богиња ратничке храбрости - ратничке врлине.

## Митологија
Како су, још од давних времена, Римљани изузетно ценили ратничку храброст, нормално је да су је убрајали међу оне врлине које је узвисују до божанских висина. Већ 222. п. н. е., након победе у бици код Кластидија, конзул Клаудије Марцел покушао је саградити храм богињи Виртус, али је збор свештеника, пореклом из патрицијских родова, забранио изградњу храма.
Противник патриција, конзул Гај Марије, након победе над Кимбрима 101. п. н. е. је подигао храм Templum Honoris et Virtutis, заједно са Грађанском врлином. Храм је, после пада Римског царства нетрагом нестао и још никоме није пошло за руком ни да приближно одреди место где се храм налазио.
Познато је њено самостално светилиште у Риму иза Капанских врата.